# Atletismo nos Jogos Pan-Americanos de 1987 - Revezamento 4x400 m masculino
A prova do revezamento 4x400 m masculino nos Jogos Pan-Americanos de 1987 foi realizada em 16 de agosto em Indianápolis, Estados Unidos.

## Medalhistas
| Ouro                                                                     | Prata                                                                    | Bronze                                                           |
| USA Estados Unidos Mark Rowe Kevin Robinzine Raymond Pierre Roddie Haley | CUB Cuba Leandro Peñalver Agustín Pavó Lazaro Martínez Roberto Hernández | JAM Jamaica Winthrop Graham Mark Senior Berris Long Devon Morris |

### Final
| Posição           | Nação                 | Nomes                                                              | Tempo   | Notas |
| ----------------- | --------------------- | ------------------------------------------------------------------ | ------- | ----- |
| Medalha de ouro   | USA Estados Unidos    | Mark Rowe, Kevin Robinzine, Raymond Pierre, Roddie Haley           | 2:59.54 | PR    |
| Medalha de prata  | CUB Cuba              | Leandro Peñalver, Agustín Pavó, Lazaro Martínez, Roberto Hernández | 2:59.72 | NR    |
| Medalha de bronze | JAM Jamaica           | Winthrop Graham, Mark Senior, Berris Long, Devon Morris            | 3:03.57 |       |
| 4                 | BRA Brasil            |                                                                    | 3:08.21 |       |
| 5                 | VEN Venezuela         |                                                                    | 3:08.63 |       |
| 6                 | ANT Antígua e Barbuda |                                                                    | 3:10.84 |       |
| 7                 | BER Bermudas          | Troy Douglas, Gerald Bean, Bill Trott, Devoe Whaley                | 3:11.30 | NR    |
| 8                 | MEX México            |                                                                    | 3:13.20 |       |